# 国士舘大学硬式野球部
国士舘大学硬式野球部（こくしかんだいがくこうしきやきゅうぶ、英: Kokushikan University Baseball Club）は、東都大学野球連盟に所属する大学野球チーム。国士舘大学の学生によって構成されている。

## 創部
1959年（昭和34年）創部

## 歴史
1974年秋、2部リーグで優勝。続く日本大学との入替戦に勝利し初の1部昇格を果たすも、翌1975年春に1部リーグ最下位で臨んだ入替戦で日本大学に敗れ1季で2部に降格した。1977年春、2年生エース片岡大蔵や3年高柳秀樹・武居邦生（のち同大学監督）らの投打を擁し2部リーグで優勝。続く佐藤義則投手卒業直後の日本大学との再三に及ぶ入替戦で勝利し2年ぶりの1部リーグ昇格を果たす。以降、およそ3年間ほど1部リーグに定着した。
1979年秋、片岡大蔵と藤原誠二の両4年生投手を軸に3年長井秀夫（のち同大学監督）らの野手陣を擁して東都大学1部リーグ戦初優勝を遂げる。続く第10回明治神宮野球大会では1回戦で準優勝した名城大学に1-3の敗退で終わった。翌1980年春、入替戦で3年山沖之彦投手擁する専修大学に敗れ2部に降格した。
1983年春、4年長冨浩志投手らの活躍で入替戦で専修大学に勝利し、昇格後も1部リーグ残留を死守していた。しかし、4年横谷彰将らが在籍していた1985年、学内あるいは部内の抗争に端を発する不祥事により同85年秋から2季出場停止、翌1986年秋から3部降格処分となった（該当記事を参照）。
1994年春、入替戦で4年西口文也投手擁する立正大学を下し85年春以来の1部リーグ戦復帰を果たしたものの、翌1995年春、入替戦で3年部坂俊之投手擁する亜細亜大学に敗れ2季で2部に降格した。
以降、2010年春秋の1部リーグ在籍期間を除き2部リーグ戦を主戦場にしている。

### 年表
- 1959年（昭和34年） 東都大学野球連盟・準加盟リーグ2部に加盟。のちに正式加盟
- 1961年（昭和36年） 準加盟リーグ1部春季リーグ初優勝。入替戦○3部初昇格
- 1963年（昭和38年） 春季リーグ3部初優勝、入替戦○2部初昇格
- 1963年（昭和38年） 秋季リーグ2部5位
- 1965年（昭和40年） 春季リーグ2部初優勝、入替戦日本大学に敗れ●2部残留
- 1970年（昭和45年） 秋季リーグ2部優勝(2)、入替戦駒沢大学に敗れ●2部残留
- 1971年（昭和46年） 春季リーグ2部優勝(3)、入替戦東洋大学に敗れ●2部残留
- 1973年（昭和48年） 秋季リーグ2部優勝(4)、入替戦日本大学に敗れ●2部残留
- 1974年（昭和49年） 秋季リーグ2部優勝(5)、入替戦日本大学に勝利し○1部初昇格
- 1975年（昭和50年） 春季1部リーグ最下位、入替戦日本大学に敗退し●2部降格
- 1976年（昭和51年） 秋季リーグ2部優勝(6)、入替戦亜細亜大学に敗退し●2部残留
- 1977年（昭和52年） 春季リーグ2部優勝(7)、入替戦日本大学に勝利し○1部昇格
- 1977年（昭和52年） 秋季1部リーグ最下位、入替戦日本大学に勝利し○1部残留
- 1978年（昭和53年） 春季1部リーグ4位
- 1978年（昭和53年） 秋季1部リーグ3位
- 1979年（昭和54年） 春季1部リーグ5位
- 1979年（昭和54年） 秋季1部リーグ初優勝。同年の第10回明治神宮野球大会に東都大学野球連盟代表として初出場。1回戦で準優勝した名城大学に1-3で敗退。
- 1980年（昭和55年） 春季1部リーグ最下位、入替戦専修大学に敗退し●2部降格
- 1980年（昭和55年） 秋季リーグ2部優勝(8)、入替戦専修大学に敗れ●2部残留
- 1981年（昭和56年） 春季リーグ2部優勝(9)、入替戦青山学院大学に勝利し○1部復帰
- 1981年（昭和56年） 秋季1部リーグ最下位、入替戦日本大学に敗れ●2部降格
- 1982年（昭和57年） 春季リーグ2部優勝(10)、入替戦日本大学に敗れ●2部残留
- 1982年（昭和57年） 秋季リーグ2部優勝(11)、入替戦日本大学に敗れ●2部残留
- 1983年（昭和58年） 春季リーグ2部優勝(12)、入替戦専修大学に勝利し○1部復帰
- 1983年（昭和58年） 秋季1部リーグ最下位、入替戦青山学院大学に勝利し○1部残留
- 1984年（昭和59年） 春季1部リーグ5位
- 1984年（昭和59年） 秋季1部リーグ最下位、入替戦立正大学に勝利し○1部残留
- 1985年（昭和60年） 春季1部リーグ5位
- 1985年（昭和60年） 秋季1部リーグ出場停止（部員待遇に学生野球憲章違反の疑いがかかり1年間 (2季) の出場停止と1部から3部に降格処分）
- 1986年（昭和61年） 同上により春季リーグ出場停止
- 1986年（昭和61年） 秋季リーグ3部優勝(2)、入替戦順天堂大学に勝利し○2部復帰
- 1987年（昭和62年） 春季リーグ2部初の最下位(1)、入替戦成蹊大学に勝利し○2部残留
- 1987年（昭和62年） 秋季リーグ2部最下位(2)、入替戦学習院大学に勝利し○2部残留
- 1990年（平成2年） 戸次義二監督就任（春季リーグから）
- 1992年（平成4年） 春季リーグ2部最下位(3)、入替戦大正大学に勝利し○2部残留
- 1992年（平成4年） 武居邦生監督就任（秋季リーグから）
- 1994年（平成6年） 春季リーグ2部優勝(13)、入替戦立正大学に勝利し○1部復帰
- 1994年（平成6年） 秋季1部リーグ5位
- 1995年（平成7年） 春季1部リーグ最下位、入替戦亜細亜大学に敗れ●2部降格
- 1996年（平成8年） 春季リーグ2部優勝(14)、入替戦東洋大学に敗れ●2部残留
- 1996年（平成8年） 秋季リーグ2部優勝(15)、入替戦立正大学に敗れ●2部残留
- 1998年（平成10年） 春季リーグ2部優勝(16)、入替戦青山学院大学に敗れ●2部残留
- 2003年（平成15年） 秋季リーグ2部最下位(4)、入替戦大正大学に勝利し○2部残留
- 2006年（平成18年） 永田昌弘監督就任（春季リーグから）
- 2008年（平成20年） グラウンドを改修し神宮球場と同形式のハイブリッドターフ・ロングパイル人工芝に張替。センター方向にホームベースを移した。
- 2009年（平成21年） 春季リーグ2部最下位(5)、入替戦大正大学に勝利し○2部残留
- 2009年（平成21年） 秋季リーグ2部優勝(17)、入替戦青山学院大学に連勝○1部復帰。エース岩澤正登（JFE西日本硬式野球部）、主将高橋智之らを擁して30季ぶりの1部復帰。
- 2010年（平成22年） 春季1部リーグ5位
- 2010年（平成22年） 秋季1部リーグ最下位、入替戦日本大学に連敗●2部降格（秋季ベストナインに外野手・宮川翔太 (明治安田生命硬式野球部) が選出）
- 2012年（平成24年） 秋季リーグ直前に未成年部員の飲酒の不祥事に関する連盟への報告の遅れにより、永田監督と西江部長が半年間の謹慎と出場停止処分
- 2012年（平成24年） 秋季リーグ2部最下位(6)、入替戦順天堂大学に連勝して○2部残留
- 2013年（平成25年） 2部リーグ戦春季6勝5敗・勝点3で3位。同秋季4勝6敗・勝点2で4位
- 2014年（平成26年） 2部リーグ戦春季6勝6敗・勝点2で4位。同秋季5勝8敗・勝点1で5位。
- 2014年（平成26年） 辻俊哉監督就任（平成26年12月1日付）
- 2015年（平成27年） 加藤武治コーチ就任
- 2023年（令和5年） 長井秀夫監督就任

## 記録
- 1部リーグ優勝1回（1979年秋）
- 2部リーグ優勝18回（1965年春,1970年秋,1971年春,1973年秋,1974年秋,1976年秋,1977年春,1980年秋,1981年春,1982年春,1982年秋,1983年春,1994年春,1996年春,1996年秋,1998年春,2009年秋,2016秋）
- 3部リーグ優勝2回（1963年春,1986年秋）
- 準加盟リーグ1部優勝1回（1961年秋） ※ 4部リーグ創設は1964年春であるので1961年秋の優勝は下部組織の準加盟リーグ（現在の4部に該当し1958年春創設。1960年春から1・2部制）の1部リーグ戦である。
- 明治神宮野球大会出場1回（1979年秋）

## 本拠地
- 国士舘大学町田キャンパス内に専用球場と寮がある。東京都町田市広袴1丁目1-1。
小田急小田原線鶴川駅からスクールバスで10分

## 主な出身者
プロ野球選手、プロ指導者
- 尾崎亀重 - ヤクルトアトムズ
- 高柳秀樹 - 南海ホークス～福岡ダイエーホークス
- 井上卓也 - （中退）広島東洋カープ
- 片岡大蔵 - ヤクルトスワローズ
- 森厚三 - （中退）広島東洋カープ
- 早川和夫 - 日本ハムファイターズ
- 長冨浩志 - 広島東洋カープ
- 横谷彰将 - 横浜大洋ホエールズ～横浜ベイスターズ
- 島崎毅 - 日本ハムファイターズ
- 角田満 - （中退）日本ハムファイターズ
- 増田政行 - ヤクルトスワローズ
- 厚澤和幸 - 日本ハムファイターズ
- 鷹野史寿 - 大阪近鉄バファローズ
- 庄司大介 - オリックス・ブルーウェーブ
- 筒井正也 - 広島東洋カープ
- 古城茂幸 - 北海道日本ハムファイターズ
- 辻俊哉 -オリックス・バファローズ
- 小松聖 - オリックス・バファローズ
- 紺田敏正 - 北海道日本ハムファイターズ
- 小島心二郎 - 広島東洋カープ
- 岩﨑哲也 - 埼玉西武ライオンズ
- 坂寄晴一 - オリックス・バファローズ
- 岡本洋介 - 埼玉西武ライオンズ
- 屋宜照悟 - 東京ヤクルトスワローズ
- 岩崎優 - 阪神タイガース
- 椎野新 - 福岡ソフトバンクホークス
- 髙部瑛斗 - 千葉ロッテマリーンズ
- 池田来翔 - 千葉ロッテマリーンズ
- 芦田丈飛 - オリックス・バファローズ
- 荘司宏太 - 東京ヤクルトスワローズ

著名なアマ野球選手、指導者
- 高柳信英 - 元日本楽器選手
- 武居邦生 - 元同部監督、元日本楽器選手
- 永田昌弘 - 元同部監督
- 長井秀夫 - 同部監督、元NTT東日本監督
- 平井英一
- 秋葉知一
- 濱野雅慎

その他
- 森健次郎 - 日本野球機構 (NPB) セントラル・リーグ審判員。ワールド・ベースボール・クラシック (WBC) で日本人初の球審を務めた

## 関連人物
- 伴勇資 - 第2代監督
- 畑俊二 - 元監督
- 岩下光一 - 元コーチ
- 加藤武治 - 元コーチ